# Edwin Grüninger
Edwin Grüninger (* 25. Oktober 1882 in Mettenberg; † 6. Januar 1963 in Bühl) war ein badischer Verwaltungsjurist.

## Leben
Grüninger wurde als Sohn eines Gastwirtes geboren. Er besuchte Gymnasien in Grafenhausen, Konstanz und Rastatt und studierte im Anschluss Rechtswissenschaften an den Universitäten Gießen, Freiburg im Breisgau und Heidelberg. 1910 legte er das erst juristische Staatsexamen ab und war danach als Rechtspraktikant am Amtsgericht und am Oberlandesgericht Karlsruhe, an den Bezirksämtern Wertheim, Boxberg, Tauberbischofsheim, Villingen, Blasien und Oberkirch, beim Notariat in Wolfach, beim Grundbuchamt Mannheim, in der Rechtsanwaltskanzlei Haas in Karlsruhe sowie als Dienstverweser beim Amtsgericht Karlsruhe eingesetzt.
Seine weitere berufliche Ausbildung wurde 1915 durch einen einjährigen Militärdienst unterbrochen. Von 1916 an war er am Bezirksamt Kehl tätig, danach zwei Jahre am Bezirksamt Waldshut. 1917 folgte die zweite juristische Staatsprüfung und in den Jahren 1918/19 war er als Magistratsassessor in der Stadtverwaltung Hanau angestellt.
Als Kandidat der Deutschen Zentrumspartei wurde er 1919 zum Bürgermeister der badischen Stadt Bühl gewählt. Im Oktober 1933 wurde er nach der Machtübernahme der Nationalsozialisten entlassen und verhaftet. In der Folge ließ er sich als Rechtsanwalt in Bühl nieder. Nach einer weiteren politisch motivierten Verhaftung verzog er auf den Michelshof in Furtwangen, um weiteren Übergriffen zu entgehen.
Nach Ende des Zweiten Weltkriegs und der Besetzung durch französische Truppen kehrte Grüninger am 14. April 1945 nach Bühl zurück und wurde dort am 16. Mai 1945 als Bürgermeister eingesetzt. Am 18. Februar 1946 wechselte er in das Amt des Landrates des Landkreises Bühl. 1951 wurde er aus dem Dienst entlassen.

## Ehrungen
- 1952: Verdienstkreuz am Bande der Bundesrepublik Deutschland
- 1962: Ehrenbürger der Stadt Bühl